# Topologia siatki
Topologia siatki (ang. mesh topology) – jedna z fizycznych topologii sieci komputerowych charakteryzująca się tym, iż jej węzły łączą się bezpośrednio, dynamicznie i niehierarchicznie z jak największą liczbą innych węzłów i współpracują ze sobą w celu efektywnego trasowania danych. Sieć w topologii mesh pozwala na dynamiczne samoorganizowanie się i samokonfigurowanie, co może zmniejszyć koszty instalacji. Topologia ta jest używana wtedy, gdy niezbędne jest zapewnienie wysokiej przepustowości, wysokiego bezpieczeństwa oraz wyeliminowanie kolizji sieciowych. Im bardziej te cechy są pożądane, tym sieć posiada więcej połączeń pomiędzy węzłami.
Istnieją dwa typy topologii siatki:
- siatka pełna (ang. full mesh) – każdy węzeł sieci ma fizyczne połączenie z każdym innym węzłem w danej sieci,
- siatka niepełna (ang. partial mesh) – węzły mają różną liczbę połączeń sieciowych do innych węzłów.

Internet oparty jest na topologii siatki częściowej – możliwe jest dotarcie bardzo dużą liczbą różnych ścieżek z jednego węzła do drugiego. W praktyce stworzenie dużej sieci opartej na pełnej siatce jest niewykonalne, gdyż liczba połączeń rośnie kwadratowo wraz z dołączaniem kolejnych węzłów sieci.
Ze względu na zastosowane medium transmisyjne, sieci mesh można podzielić na przewodowe i bezprzewodowe. W przypadku sieci bezprzewodowych wyróżnić można trzy generacje:
1. siatka współdzielona z pojedynczym kanałem transmisji (ang. single radio shared mesh) – połączenia tworzące siatkę (ang. backhaul) i połączenia urządzeń końcowych współdzielą jedno pasmo transmisyjne,
2. siatka współdzielona z podwójnym kanałem transmisji (ang. dual radio shared mesh) – połączenia tworzące siatkę współdzielą jedno pasmo transmisyjne, a połączenia urządzeń końcowych korzystają z drugiego pasma,
3. siatka przełączana, siatka komutowana (ang. switched mesh) – każde połączenie tworzące siatkę korzysta z oddzielnego kanału transmisyjnego, a połączenia urządzeń końcowych korzystają z innego pasma.

Pierwsze dwie generacje siatki bezprzewodowej mocno ograniczają przepustowość całej sieci i wprowadzają znaczne opóźnienia w transmisji danych, natomiast trzecia generacja siatki charakteryzuje się znacznie większą przepustowością i niskimi opóźnieniami, dlatego przeznaczona jest do wymagających zastosowań takich jak przesyłanie głosu lub wideo.

## Zalety
- wysoka niezawodność
- brak kolizji w przypadku siatki pełnej; ograniczona liczba kolizji w przypadku siatki częściowej
- uszkodzony węzeł nie wpływa na pracę sieci w przypadku siatki pełnej; ma ograniczony wpływ w przypadku siatki częściowej
- przesył danych realizowany jest wieloma ścieżkami – wykorzystując algorytm taki jak Shortest Path Bridging (SPB; IEEE 802.1aq)

## Wady
- wysoki koszt
- skomplikowana budowa